# Madjid Samii
Madjid Samii ou Madschid Samii (em língua persa مجید سمیعی; Teerã, 19 de junho de 1937) é um neurocirurgião alemão.

## Formação e carreira
Samii estudou medicina na Universidade de Mainz de 1957 a 1963. Seu curso foi totalmente financiado por um programa de financiamento iraniano. De 1958 a 1962 também estudou zoologia e botânica paralelamente na Universidade de Mainz. Completou seus estudos com um exame médico do estado em 1963 e obteve um doutorado em 1964 .
A partir de 1965 foi assistente científico na clínica da Universidade de Mainz com Kurt Schürmann e em 1970 foi reconhecido como especialista em neurocirurgia. Seguiram-se nomeações como primeiro médico sênior e vice-diretor clínico. No mesmo ano recebeu sua habilitação em neurocirurgia. Também em 1970 Samii fundou uma escola de microcirurgia, na qual ensinou seu procedimento cirúrgico microscópico desenvolvido em 1967. Em 1971 foi nomeado professor adjunto.

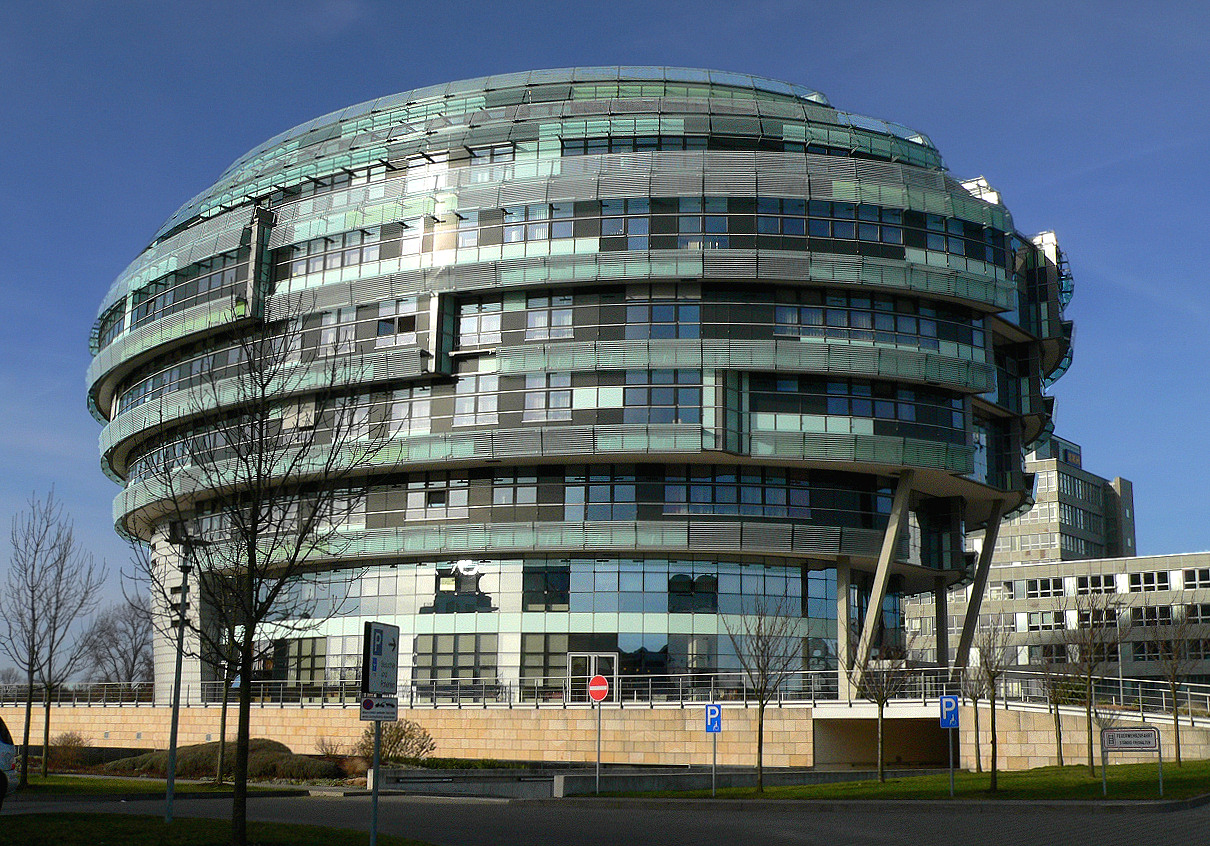
O Instituto Internacional de Neurociência fundado por Madjid Samii em Hannover

Em 1977 tornou-se diretor da clínica neurocirúrgica da KRH Klinikum Nordstadt em Hannover. Em 1986 assumiu a cátedra de neurocirurgia na Universidade de Leiden, na Holanda, e em 1988 na Medizinische Hochschule Hannover (MHH). Desde 2003 dirige o Instituto Internacional de Neurociência que fundou em Hannover, um centro de pesquisa e clínica especializada em neurocirurgia.
Tem laços especiais de amizade com o ex-chanceler federal Gerhard Schröder (SPD), que o acompanhou para fundar a Fundação Samii no Irã. Em 2015 o ministro das Relações Exteriores Sigmar Gabriel o levou em sua viagem a Teerã. Samii é casado e tem dois filhos. Seu filho Amir Samii também é neurocirurgião e professor, bem como vice-presidente e diretor médico adjunto do Instituto Internacional de Neurociência.

## Honrarias e condecorações
Samii é presidente honorário de várias sociedades, como a World Federation of Neurosurgical Societies, e patrono da Deutsche Syringomyelie und Chiari Malformation e.V. Em 2014 foi eleito membro estrangeiro da Academia de Ciências da Rússia.

### Condecorações
- 1988: Prêmio Estado da Baixa Saxônia em Ciência
- 1988: Ordem do Mérito da República Federal da Alemanha, concedida pelo Presidente da Alemanha Richard von Weizsäcker.[6]
- 2002: Condecoração da Sociedade Brasileira de Neurocirurgia pela cooperação amigável[7]
- 2003: McLaughlin-Gallie Visiting Professor of the Royal College of Physicians and Surgeons of Canada, Ottawa[8]
- 2007: Medalha Fedor Krause da Deutsche Gesellschaft für Neurochirurgie[9]
- 2013: Anel Leibniz Hannover[10]
- 2017: Medalha de Ouro Pirogov da Academia de Ciências da Rússia[11]

## Publicações
- Surgery in and around the Brain Stem and the Third Ventricle. Anatomy. Pathology. Neurophysiology. Diagnosis. Treatment: Anatomy, Pathology, Neurophysiology, Diagnosis, Treatment. 1986, ISBN 3-540-16581-9
- Peripheral Nerve Lesions. 1990. ISBN 3-540-52432-0
- Surgery of the Sellar Region and Paranasal Sinuses. 1991, ISBN 3-540-53697-3
- Approaches to the Clivus. Approaches to No Man’s Land. 1992, ISBN 3-540-54015-6
- Skull Base Surgery. Anatomy, Diagnosis and Treatment. Karger Verlag Freiburg i.Br. 1994, ISBN 3-8055-5967-4

- com J. Brehaye Traumatology of the Skull Base. 1983, ISBN 3-540-12528-0
- com E. Schindler und L. Diethelm Die Tumoren der Pinealisregion. 1985, ISBN 3-540-15761-1
- com W. Draf und J. Lang Surgery of the Skull Base. An Interdisciplinary Approach. 1989, ISBN 3-540-18448-1
- com M. Ammirati und G. Walter Surgery of Skull Base Meningiomas. 1992, ISBN 3-540-54016-4
- com A. Ernst und R. Marchbanks Intracranial and Intralabyrinthine Fluids. Basic Aspects and Clinical Applications 1996, ISBN 3-540-60979-2
- com J. Klekamp Surgery of spinal tumors 2007, ISBN 3-540-44714-8